# Mehdawal
Mehdawal is een nagar panchayat (plaats) in het district Sant Kabir Nagar van de Indiase staat Uttar Pradesh. 

## Demografie
Volgens de Indiase volkstelling van 2001 wonen er 24.683 mensen in Mehdawal, waarvan 52% mannelijk en 48% vrouwelijk is. De plaats heeft een alfabetiseringsgraad van 48%. 